# Malamiyya
Malāmīyya eller malāmatīyya er en islamisk mystik-tradition som menes at være opstået i 800-tallet i Nishapur. Grundlæggelsen af denne tradition attribueres til Hamdun al-Kassar (d. 884-885). Abdülbaki Gölpınarlı mener dog, at malāmīyya-traditionen også fandtes inden al-Kassar, men at al-Kassar var en central fortaler for malāmīyya.
En af de primære kilder i malāmīyya-traditionens doktriner er Risālat al-Malāmatīyya, skrevet af 'Abd al-Rahmān Muhammad b. al-Husayn al-Sulamī (941-1021). Her fremgår malāmīyya-bevægelsens grundlæggende læresætninger, som drejer sig om at al udadvendt fromhed eller religiøsitet, herunder gode gerninger, er praleri:
- 1. Fremvisning/udstillen af bønnen ('ibāda) er shirk.
- 2. Fremvisning af spirituel tilstand (hāl) er frafald (irtidād).
- 3. I alle spirituel tilstande (ahwāl), er det obligatorisk/påkrævet at have mistro til sine lyster (nafs). Mennesket er her en modstander af sine lyster (nafs), hvorfor han ikke må finde nydelse i nogen som helst spirituel tilstand (hāl).
- 4. Mennesket må kæmpe imod den nydelse der opnås ved at gøre gode gerninger, da enhver handling og enhver fromhed som mennesket ser påskønnende/værdsættende på, er værdiløs.

I henhold til disse grundprincipper kræves derfor følgende:
- 1. Ikke at sige bønner (du'ā) undtagen (i særlige situationer) for folk i nød.
- 2. Ikke at klæde sig forskelligt fra andre og isolere sig fra verden, men klæde sig som alle andre og leve et normalt liv i overensstemmelse med samfundets forudsætninger.
- 3. At tage et foragtet beskæftigelse og at nægte en prestigefyldt profession.
- 4. At skjule sin fattigdom (hvis dette røbes, kommer man i en fornøden situation og vil derved tiltrække opmærksomhed).

Den krævede kamp mod ønsket om menneskers anerkendelse ved at skjule deres tilstande (ahwāl) kan bringe malāmitterne til kun at vise deres dårlige sider. Dermed kan han gøre sig et skyldsobjekt (arabisk: malām, malāma fra roden lāma, som betyder "skylden").